# دوق فيسيو

شعارانفانتي هنريك.

شعار انفانتي فرناندو

دوق فيسيو (البرتغالية:Duque de Viseu)؛ هو لقب نبيل برتغالي تم إنشاؤه من قبل الملك جواو الأول لابنه الثالث انفانتي هنريك بعد فتح سبتة في 1415.
وبعد وفاة انفانتي من دون أبناء، تم توريث اللقب إلى ابن شقيقه انفانتي فرناندو الذي كان أيضا دوق بيجا الأول، ومع وصول ابنه الأصغر انفانتي مانويل إلى العرش في 1495 أصبحت دوقية ملكية وعادت إلى التاج.
رجع اللقب مرة أخرة مع فصيل الميغيلي بحيث استخدمه ابن البكر لـ ميغيل، دوق براغانزا لما تنازل عن حقوقه في العرش في 1909.

## قائمة الدوقات
ر تعني الحكم.
1. انفانتي هنريك (ر. 1415-1460)؛ ابن الثالث لـ ملك جواو الأول.
2. فرناندو دوق فيسيو (ر.1460-1470) أيضا دوق بيجا؛ ابن شقيق السابق، هو ابن الثاني لـ ملك دوارتي الأول.
3. جواو (ر.1470-1472) أيضا دوق بيجا؛ ابن السابق.
4. ديوغو (ر.1472-1484) أيضا دوق بيجا؛ شقيق السابق.
5. مانويل (ر.1484-1495) أيضا دوق بيجا، لاحقاً ملك البرتغال؛ شقيق السابق.
6. انفانتا ماريا (ر.1521-1577)؛ ابنة السابق.

فصيل الميغيلي
- ميغيل (ر.1909-1923)؛ هو ابن ميغيل، دوق براغانزا الابن الوحيد لـ ميغيل الأول ملك البرتغال.
- انفانتي ميغيل، دوق فيسيو (ر.1946 - حتى الآن)؛ ابن شقيقه.